# Dominique Briquel
Pour les articles homonymes, voir Briquel.
Dominique Briquel (né le 21 janvier 1946 à Nancy) est un étruscologue français.
Il est l'époux de Françoise Briquel-Chatonnet, directrice de recherche au CNRS.

## Cursus universitaire
- Élève à l’École normale supérieure, Paris, de 1964 à 1969.
- Agrégation de grammaire en 1968 (reçu 1er)[1].
- Membre de l’École française de Rome, de 1971 à 1974.
- Agrégé-répétiteur de latin de 1974 à 1983, puis maître de conférences de latin de 1983 à 1984, à l’École normale supérieure, Paris.
- Professeur de latin, à l’université de Bourgogne, Dijon, de 1984 à 1996.
- Directeur d’études (cumulant[Quoi ?]) à l’École pratique des hautes études, Section des Sciences historiques et philologiques (antiquités étrusques et italiques), depuis 1992.
- Professeur à l’UFR de latin à l’université de Paris-Sorbonne depuis septembre 1996.
- Retraité de l'université Paris-Sorbonne.

## Responsabilités scientifiques
- Directeur de l’équipe « Recherches étrusco-italiques » depuis sa création à l’École normale supérieure comme UA 1132 du CNRS en 1985 ; équipe rattachée en 1990 à l’UMR 8546 du CNRS.
- Directeur de l’Unité mixte de recherches (UMR) du CNRS 8546 « Archéologies d’Orient et d’Occident », École normale supérieure, Paris, depuis 2001.
- Secrétaire de la Section française de l’Istituto Nazionale di Studi Etruschi e Italici de Florence depuis sa nomination comme membre étranger de cet institut en 1991.
- Membre du Comité des travaux historiques et scientifiques, section Histoire et archéologie des civilisations antiques, depuis 2001
- Membre du bureau de l’Association Guillaume-Budé, du bureau de la Société des études latines, du bureau de la Société Ernest-Renan.

## Distinctions
- Officier de l'ordre des Palmes académiques
- Correspondant de l’Académie des inscriptions et belles-lettres.
- Correspondant étranger de l’Académie Royale de Belgique.
- Correspondant étranger de l’Istituto Lombardo, Accademia di Scienze e Lettere, Milan.

## Principales publications

### Ouvrages de recherche
- Les Pélasges en Italie : recherches sur l’histoire de la légende, Rome, École française de Rome, coll. « Bibliothèque des Écoles Françaises d’Athènes et de Rome » (no 252), 1984, 658 p. (lire en ligne)
- L’origine lydienne des Étrusques : histoire du thème dans la littérature antique, Rome, École française de Rome, coll. « Collection de l'École française de Rome » (no 139), 1990, 575 p. (lire en ligne)
- Les Tyrrhènes, peuple des tours : Denys d'Halicarnasse et l'autochtonie des Étrusques, Rome, École française de Rome, coll. « Collection de l'École française de Rome » (no 178), 1993, 227 p. (lire en ligne)
- Chrétiens et haruspices : la religion étrusque, dernier rempart du paganisme romain, Presses de l’École Normale Supérieure, Paris, 1997.
- Le Regard des autres : les Origines de Rome vues par ses ennemis (début du IVe siècle / début du Ier siècle av. J.-C.), Besançon, Université de Franche-Comté, coll. « Annales littéraires de l'Université de Franche-Comté » (no 623), 1997, 210 p. (lire en ligne)
- Le Forum brûle (18-19 mars 210 av. J.-C.) : un épisode méconnu de la deuxième guerre punique, collection Kubaba, série Antiquité, L’Harmattan, Paris, 2002.
- Mythe et révolution. La fabrication d’un récit : la naissance de la république à Rome, collection Latomus, no 308, Bruxelles, 2007
- La prise de Rome par les Gaulois, lecture mythique d'un événement historique, Presses de l’université Paris-Sorbonne, coll. « Religions dans l’Histoire », Paris, 2008
- À la recherche d’une mythologie indo-européenne, (recueil d'articles) 2021, Città, Agorà &Co.
- Les Rois d'Israël, Saül, David, Salomon. Essai comparatif, Paris, Les Belles Lettres, coll. Realia, 2025, 320 p.  (ISBN 978-2251457079)

### Ouvrages de diffusion de la recherche
- Les Étrusques, peuple de la différence, coll. « Civilisations U », éditions Armand Colin, Paris, 1993.
- La civilisation étrusque, éditions Fayard, Paris, 1999.
- Les Étrusques, coll. « Que sais-je ? », PUF, Paris, 2005.
- Tite-Live, les origines de Rome (Histoire romaine, livre I), Édition bilingue présentée et annotée par Dominique Briquel), coll. « Folio classique », Gallimard, Paris, 2007.
- Romulus vu de Constantinople : La réécriture de la légende dans le monde byzantin : Jean Malalas et ses successeurs, Paris, Hermann, 2018, 402 p.
- Romulus, jumeau et roi : Réalités d'une légende, Paris, Les Belles Lettres, 2018, 480 p.

### Ouvrages en collaboration
- Les religions de l’Antiquité, sous la direction de Y. Lehmann, collection Premier Cycle, PUF, Paris, 1999 ; contribution personnelle : Partie « La religion étrusque », p. 7-75.
- Histoire romaine, tome I, Des origines à Auguste, éditions Fayard, sous la direction de François Hinard, Paris, 2000 ; 
  - chapitre I : « Le sillon du fondateur »,
  - II : « La lente genèse d’une cité »,
  - III : « Des rois venus du nord »,
  - IV : « Les débuts difficiles de la liberté »,
  - V : « La nuit du Ve siècle »,
  - VI : « Le tournant du IVe siècle » ; en collaboration avec G. Brizzi,
  - VII : « La marche vers le sud »,
  - VIII : « La rencontre de Rome et de l’hellénisme », p. 11-336, bibliographie p. 923-968øø.
- Les urnes cinéraires étrusques de l’époque hellénistique, Musée du Louvre, catalogue RMN, avec M.-F. Briguet, Paris, 2002 ; contribution personnelle : 2e partie, « Les inscriptions », p. 181-243.

## Sources
- Dominique Briquel sur paris-sorbonne.fr